# Hesarak (distrikt)
Hesarak är ett distrikt i Afghanistan. Det ligger i provinsen Nangarhar, i den östra delen av landet, 60 kilometer sydost om huvudstaden Kabul. Administrativ huvudort är Hesarak.
Distriktet beräknades år 2022 ha cirka 36 000 invånare.